# De Hit Kwis
De Hit Kwis was een televisieprogramma van AVROTROS, elke werkdag uitgezonden op NPO 1 en gepresenteerd door Romy Monteiro en Kees Tol. In het programma kwamen alle typen muziek voorbij van Nederlandstalig tot rock. Er waren verschillende onderdelen waarbij er zoveel mogelijk hits moesten worden geraden. De eerste aflevering van De Hit Kwis werd uitgezonden op 27 juli 2020, en de laatste op 28 augustus 2020. Het format is gebaseerd op het BBC-programma The Hit List, ontwikkeld door productiemaatschappij Tuesday's Child, waarvan in 2025 het achtste seizoen wordt uitgezonden.

## Format

### Ronde 1
In ronde 1 gaat het erom wie als eerste vijf punten heeft, die worden verdiend door de titel en artiest goed te raden. Daarna krijgt het team een bonusvraag voor nog een punt. De twee teams die als eerste vijf punten hebben gaan door.

### Ronde 2
In ronde 2 krijgen beide teams 45 seconden. In deze tijd moeten ze de artiest en de titel goed raden van een hiervoor zelf uitgekozen categorie. Als de tijd op is ligt het team uit het spel. Na een goed antwoord stopt de tijd. Als een team het niet weet mogen ze passen. Dit mag maar drie keer en de beurt blijft ook bij het team.

### Finale
Het overgebleven team speelt de finale voor een prijs van maximaal € 1.500. Hierin moet tienmaal de artiest en de titel goed geraden worden. De eerste vijf seconden bedenktijd zijn gratis, hierna gaat het van het bedrag af. De enige manier dat te stoppen is het goede antwoord te geven. Ook mag er onbeperkt gepast worden, hierna volgt onmiddellijk een nieuw nummer.

## Opinie[relevant?]
In oktober van 2020 werd de quiz uitgeroepen tot het slechtste televisieprogramma van het jaar door de jury van De TV Knollen. TV Knollen zijn 'prijzen' uitgereikt door omroepplatform Spreekbuis naar analogie van de Razzie voor slechtste film of de Loden Leeuw voor het irritantste reclamespotje.